# Ananda Everingham
Ananda Everingham (tiếng Thái: อนันดา เอเวอริงแฮม, phiên âm: A-nan-đa E-vơ-rin-hem, sinh ngày 31 tháng 5 năm 1982) là một diễn viên người Thái gốc Úc. Anh được biết đến qua vai chính trong phim kinh dị Shutter năm 2004.

## Thời thơ ấu
Ananda Matthew Everingham sinh năm 1982. Anh là con trai của ông John Everingham, một nhiếp ảnh gia người Úc - Thái và bà Keo Sirisomphone, một người phụ nữ Lào. Cha mẹ anh ly hôn năm 1997. Cha anh cưới một người phụ khác người Trung Quốc. Ananda có hai anh em cùng cha khác mẹ là Chester Jay Everingham và Zenith Lee Everingham.

## Danh sách phim

### Điện ảnh
| Năm  | Phim                             | Vai                            | Đóng với                                                            |
| ---- | -------------------------------- | ------------------------------ | ------------------------------------------------------------------- |
| 1997 | Anda Kub Fahsai                  | Anda                           | Shahkrit Yamnam, Sinjai Plengpanich, Pongpat Wachirabunjong         |
| 1998 | 303 Fear Faith Revenge           | Ghusolnsang                    | Taya Rogers, Jesdaporn Pholdee                                      |
| 2003 | Ghost Delivery                   | ปิโรญาณ                         | Kara Potter                                                         |
| 2004 | Shutter                          | Tun                            | Natthaweeranuch Thongmee                                            |
| 2006 | Twelve Twenty                    | Man                            | Khemapsorn Sirisukha                                                |
| 2007 | Me... Myself                     | Tan / Tanya                    | Chayanan Manomaisantiphap                                           |
| 2007 | Ploy                             | Nut                            | Lalita Panyopas, Apinya Sakuljaroensuk, Porntip Papanai             |
| 2007 | Bangkok Time                     | ผู้ชายแก้เหงาทางโทรศัพท์            | Attaporn Teemakorn, Dusita Anuchit Chanchai                         |
| 2007 | The Pleasure Factory             | Chris                          | Dương Quý Mị, Lương Lạc Thi                                         |
| 2008 | Memory                           | Krit                           | Mai Charoenpura                                                     |
| 2008 | The Leap Years                   | Jeremy Harvey (younger years)  | Wong Li Lin, Qi Yuwu, Nadya Hutagalung                              |
| 2008 | Chào Luang Prabang               | Sorn                           | Khamly Philavong                                                    |
| 2008 | The Coffin                       | Chris                          | Mạc Văn Úy, Andrew Lin, Napakpapha Nakprasitte                      |
| 2008 | Queens of Langkasuka             | Sea Gypsy Pari                 | Jarunee Suksawat, Dan Chupong, Jesdaporn Pholdee                    |
| 2008 | Happy Birthday                   | Ten                            | Chayanan Manomaisantiphap                                           |
| 2009 | Sawasdee Bangkok: Bangkok Blues  | Ananda                         | Louis Scott                                                         |
| 2010 | Eternity                         | Sangmong                       | Chermarn Boonyasak                                                  |
| 2010 | The Red Eagle                    | Rome Rittikrai / The Red Eagle | Yarinda Bunnag                                                      |
| 2010 | My Ex 2: Haunted Lover           | [Cee's ex-boyfriend]           | Ratchawin Wongviriya                                                |
| 2011 | 4 Psyco                          | [Psycho Night] Neung           | Pakorn Chatborirak, Alexander Rendell, Chanon Rikulsurakan          |
| 2011 | The Outrage (Trước quỷ môn quan) | Warlord Lahr-Fah               | Mario Maurer, Chermarn Boonyasak, Dom Hetrakul                      |
| 2011 | High society                     | Ananda                         |                                                                     |
| 2012 | Chambala                         | Wut                            | Nalinthip Phoemphattharasakun, Sunny Suwanmethanon                  |
| 2013 | The Library                      | Jim Arnothai                   | Selina Wiesmann                                                     |
| 2014 | Hong Hoon                        | Nop                            | Nalinthip Phoemphattharasakun                                       |
| 2014 | Concrete Clouds                  | Mats                           | Janesuda Parnto, Apinya Sakuljaroensuk                              |
| 2014 | O.T. The Movie                   | Badin                          | Shahkrit Yamnam, Ray MacDonald, Pimpawee Kograbin                   |
| 2015 | Love H2O                         | Ohm                            | Toni Rakkaen, Navin Yavapolkul, Nutprapas Tanatanamaharat           |
| 2015 | Mae Bia (Mãng xà)                | Ekkapop                        |                                                                     |
| 2016 | Người hùng Khun Phan             | Butr Phantharak                | Chuphong Changprung, Krissada Sukosol Clapp                         |
| 2018 | Người hùng Khun Phan 2           | Butr Phantharak                |                                                                     |
| 2018 | 7 ngày yêu                       | Kong                           | Nittha Jirayungyurn, Kan Kantathavorn                               |
| 2018 | Reside (Linh hồn trú ngụ)        | Dech                           | Natthaweeranuch Thongmee                                            |
| 2021 | Go Away, Mr. Unknown             | Win                            | Peechaya Wattanamontree                                             |
|      | The Snake Queen                  |                                | Patricia Tanchanok Good, Pichaya Nitipaisalkul, Atthaphan Phunsawat |
|      | Tid Noi 2565                     |                                | Patcharapa Chaichua                                                 |
|      | Fatherland                       |                                | Sukollawat Kanarot, Davika Hoorne, Ranee Campen (hủy chiếu)         |

### Truyền hình
| Năm  | Phim                                          | Vai                                                   | Đóng với                                  | Đài    |
| ---- | --------------------------------------------- | ----------------------------------------------------- | ----------------------------------------- | ------ |
| 2002 | Mahasajan Hang Rak                            |                                                       |                                           |        |
| 2002 | Khon Rerng Muang                              | Prem                                                  |                                           | CH5    |
| 2002 | Talay Rue Im                                  | เจ้าภูตะวัน                                              |                                           | ITV    |
| 2006 | Nai Fun                                       | Prince Piriypong                                      | Chermarn Boonyasak                        | CH9    |
| 2012 | Woon Wai Sabai Dee                            | โก่ง / ช่างภาพถ่ายนางแบบ                                 | (khách mời)                               | CH3    |
| 2014 | Full House                                    | [Mike's producer]                                     |                                           | True4u |
| 2015 | Series Mafia Luerd Mungkorn Suer (phần chính) | Parob                                                 | Kimberly Ann Voltemas                     | CH3    |
| 2017 | Sri Ayodhaya                                  | Dr. Pimarn Katiyamongkol / Phra Pimarn Sathan Mongkol | Khemanit Jamikorn                         | True4u |
| 2019 | Secret Garden (phiên bản Thái Lan)            | Thanat                                                | Pimchanok Leuwisedpaiboon                 | True4u |
| 2019 | Sri Ayodhaya 2                                | Dr. Pimarn Katiyamongkol / Phra Pimarn Sathan Mongkol | Khemanit Jamikorn                         | True4u |
| 2021 | XYZ                                           | Torn                                                  | Sushar Manaying                           | True4u |
|      | Couple's World (Thai ver)                     |                                                       | Ann Thongprasom & Patricia Tanchanok Good | CH3    |

### Chương trình
| Năm  | Chương trình                      | Vai trò         | Với                                       | Đài    |
| ---- | --------------------------------- | --------------- | ----------------------------------------- | ------ |
| 2020 | The Brothers: School of Gentlemen | Huấn luyện viên | Nichkhun, Jesdaporn Pholdee, Mario Maurer | LineTV |

## Giải thưởng và đề cử
| Giải | Giải                              | Giải               | Giải                   | Giải      |
| ---- | --------------------------------- | ------------------ | ---------------------- | --------- |
| Năm  | Giải                              | Hạng mục           | Đề cử                  | Kết quả   |
| 2003 | Star Entertainment Awards         | Best Leading Actor | Shutter                | Đề cử     |
| 2006 | Busan International Film Festival | Male Rising Star   | —                      | Đoạt giải |
| 2007 | Komchatluek Awards                | Best Leading Actor | Me... Myself           | Đề cử     |
| 2007 | Star Pics Awards                  | Best Leading Actor | Me... Myself           | Đề cử     |
| 2007 | Suphannahong National Film Awards | Best Leading Actor | Me... Myself           | Đề cử     |
| 2007 | Entertainment Club Awards         | Best Leading Actor | Me... Myself           | Đề cử     |
| 2007 | Hamburger Awards                  | Best Leading Actor | Me... Myself           | Đề cử     |
| 2008 | Star Pics Awards                  | Best Leading Actor | Sabaidee Luang Prabang | Đề cử     |
| 2008 | Star Pics Awards                  | Best Leading Actor | Happy Birthday         | Đoạt giải |
| 2008 | Top Awards                        | Best Leading Actor | Happy Birthday         | Đoạt giải |
| 2008 | Suphannahong National Film Awards | Best Leading Actor | Happy Birthday         | Đoạt giải |
| 2008 | Nine Entertain Awards             | Actor Of the Year  | —                      | Đề cử     |
| 2008 | Entertainment Club Awards         | Best Leading Actor | Sabaidee Luang Prabang | Đề cử     |
| 2008 | Entertainment Club Awards         | Best Leading Actor | Happy Birthday         | Đoạt giải |
| 2008 | Komchatluek awards                | Best Leading Actor | Happy Birthday         | Đề cử     |
| 2008 | Star Entertainment Awards         | Best Leading Actor | Happy Birthday         | Đoạt giải |
| 2009 | Siam Dara Party Awards            | Best Leading Actor | Happy Birthday         | Đoạt giải |
| 2010 | Komchatluek awards                | Best Leading Actor | Enternity              | Đoạt giải |
| 2010 | Suphannahong National Film Awards | Best Leading Actor | Enternity              | Đoạt giải |
| 2010 | Entertainment Club Awards         | Best Leading Actor | Enternity              | Đoạt giải |
| 2012 | Komchatluek awards                | Best Leading Actor | Hi-So                  | Đề cử     |
| 2012 | Star Pics Awards                  | Best Leading Actor | Hi-So                  | Đề cử     |
| 2012 | Entertainment Club Awards         | Best Leading Actor | Hi-So                  | Đề cử     |
| 2014 | Suphannahong National Film Awards | Best Leading Actor | Concrete Clouds        | Đề cử     |
| 2014 | Star Pics Awards                  | Best Leading Actor | Concrete Clouds        | Đề cử     |
| 2014 | Entertainment Club Awards         | Best Leading Actor | Concrete Clouds        | Đề cử     |
| 2016 | Dara Daily the Great Awards       | Best Leading Actor | O.T.                   | Đề cử     |
| 2016 | Mthai Top Talk-About Awards       | Best Leading Actor | Luead Mung Korn        | Đoạt giải |
| 2016 | Suphannahong National Film Awards | Best Leading Actor | Khun Pan               | Đoạt giải |